# شهلا حائری (مترجم)
ربابه شهلا حائری (زادهٔ ۱۳۳۷ در تهران) استاد و مترجم زبان و ادبیات فرانسوی است.

او را بیشتر به معرفی چند نویسندهٔ فرانسوی‌زبان و ترجمهٔ آثار ایشان به فارسی می‌شناسند که اریک امانوئل اشمیت(نویسندهٔ فرانسوی-بلژیکی) یکی از آن نویسندگان است.

حائری همچنین آثاری از دیگر نویسندگان فرانسوی‌زبان نظیر ژان آنوی، هروه لو تلیه، آلکسی میشالیک، فیلیپ کلودل، ژان-میشل ریب و آملی نوتومب ترجمه کرده و چند اثر داستانی و غیرداستانی نیز پدیدآورده است.

در پنجمین دورهٔ جایزهٔ ادبی پروین اعتصامی، او را بابت ترجمهٔ نمایشنامهٔ فردریک یا تئاتر بولوار شایستهٔ تقدیر اعلام کردند. تاکنون، افرادی نظیر داوود رشیدی و لیلی رشیدی و محمود عزیزی و سهراب سلیمی برخی از نمایشنامه‌هایی را که حائری به فارسی برگردانده است روی صحنه برده‌اند. او در برخی تألیفات انتقادی خود، نظیر در سایهٔ مارسل پروست، فهم خود از این نویسنده را عرضه کرده و کوشیده پنجره‌ای به فهم مهم‌ترین اثر این رمان‌نویس برجسته، یعنی در جست‌وجوی زمان ازدست‌رفته، بگشاید. حائری برخی از رمان‌های فارسی، از جمله چشم‌هایش، را نیز به فرانسوی برگردانده؛ برای نوشتن و تدوین کتاب جهانگردی ایران با نشر فرانسوی معتبر گالیمار همکاری نموده و مترجم بسیاری از مقالات دانشنامهٔ هنر و ادبیات اونیورسالیس است.

او نوهٔ هادی حائری است.

## آثار

### تألیفات
- ۱۳۸۵- در سایهٔ مارسل پروست (نشر قطره)
- ۱۳۹۱- بی‌خود و بی‌جهت (نشر قطره)
- ۱۳۹۳- فهرست حسرت‌ها (نشر قطره)
- ۱۳۹۴- دیروز خیلی دیره (نشر قطره)
- ۱۳۹۶- آتش از پشت شیشه (نشر قطره)

### ترجمه‌ها
- ۱۳۸۲- گیرنده شناخته نشد (کاترین تیلور، نشر قطره)
- ۱۳۸۳- خرده‌جنایت‌های زناشوهری (اریک امانوئل اشمیت، نشر قطره)
- ۱۳۸۳- تئاتر بی‌حیوان (ژان-میشل ریب، نشر قطره)
- ۱۳۸۳- ترس‌ولرز (آملی نوتومب، نشر قطره)
- ۱۳۸۵- نوای اسرارآمیز (اریک امانوئل اشمیت، نشر قطره)
- ۱۳۸۶- مهمان‌سرای دو دنیا (اریک امانوئل اشمیت، نشر قطره)
- ۱۳۸۸- عشق‌لرزه (اریک امانوئل اشمیت، نشر قطره)
- ۱۳۹۲- اسباب خوشبختی (اریک امانوئل اشمیت، نشر قطره)